# Tem Que Respeitar
"Tem Que Respeitar" é uma canção da dupla Bonde da Stronda, faz parte do álbum Corporação e foi disponibilizada juntamente ao lançamento do álbum em 4 de Julho de 2012. O videoclipe para a canção foi lançado em 13 de Julho de 2012.

## Video musical
Bonde da Stronda primeiramente disse "Amanhã [dia 03/07] é o dia da gravação do nosso novo videoclipe! A música é a Tem Que Respeitar com participação de Dudu Nobre[...]Aguardem!".  O video para "Tem Que Respeitar", foi lançado no dia 13 de Julho de 2012, a música que faz uma mistura de hip-hop com samba, onde Dudu Nobre e Mr. Thug tocam seus cavaquinhos juntamente a uma batida de rap. O clipe foi gravado na casa de um amigo da banda na Barra da Tijuca e teve mais de 140 mil visualizações em seu primeiro dia de lançamento na internet. Tem que Respeitar foi produzido por Galerão Filmes, sendo dirigido por Babi Haínni.